# Polkadot Cadaver
Polkadot Cadaver (auf Deutsch etwa: Gepunkteter Kadaver) ist eine US-amerikanische Metal-Band aus Rockville.

## Geschichte
Nachdem sich Dog Fashion Disco im Januar 2007 aufgelöst hatte, beschlossen die ehemaligen Bandmitglieder Todd Smith, Jasan Stepp und John Ensminger sowie Dave Cullen, der nicht zu DFD gehörte, die Band Polkadot Cadaver zu gründen.
Ein Stück des ersten Albums Purgatory Dance Party war 2009 auf dem Soundtrack des Erotikfilms Voluptuous Biker Babes vertreten. Das zweite Album der Band, Sex Offender, erreichte Platz 17 des Heatseekers Albums Chart des Billboard-Magazins.

## Diskografie
- 2007: Purgatory Dance Party (Rotten Records)
- 2010: Wolf in Jesus Skin/Horse's Head (Split-7" mit Ideamen)
- 2011: Sex Offender (Rotten Records)
- 2013: Last Call in Jonestown (Razor to Wrist)
- 2013: From Bethlehem to Oblivion (EP, Razor to Wrist)
- 2017: Get Possessed (Razor to Wrist)